# 化学方程式
化学方程式（英語：chemical equation）又称化学反应式、化学反应方程式，是利用化学式来描述各种不同物质之间發生化学反应的反應方程式。
化学方程式反映化学反应中“质”和“量”两方面，分别表示反应前后物质的种类与反应时各物质之间量的关系。化学方程式要遵守三个原则：
一是必须依据客观事实，绝不能凭空臆想、臆造事实上不存在的物质和化学反应。
二是要遵守质量守恒定律，反应前后，等号两边各原子种类与数目必须相等。
三是要遵守電子數守恆定律，涉及電子的反應方程式（如：氧化还原反应方程式），反应前后總电子数必須相等，等同於反應前後得失的電子數相等。

## 表达意义
1. 表明了反应物、生成物、反应条件；
2. 通过相对分子质量（或相对原子质量）表示各物质之间的质量关系，即各物质之间的质量比；
3. 反映了质量守恒定律；
4. 各反應係數比等於其反應的莫耳數比。

## 书写

### 一般的化学方程式
1. 根据事实，写出反应物与生成物，各反应物与各生成物之间用“+”号连接，读作“和”，在反应物与生成物之间用「→」连接，读作“生成”。
2. 配平反应方程式，并标上必要的条件与符号。
3. 非可逆反应，在之前的横线下方再划一条横线。可逆反应，画上双向箭头({\displaystyle {\ce {A <=> B}}})。有机化合物反应，用箭头连接。[2]

注意：以上书写规范适用于中华人民共和国大多数地区，并仅限中学阶段。大学阶段、其他国家和地区要求在反应物与生成物之间用箭头连接。

### 热化学方程式
1. 根据事实，写出反应物与生成物，各反应物与各生成物之间用“+”号连接，在反应物与生成物之间用一条横线连接。
2. 配平反应方程式，在各物质的右下角用括号标出各物质的状态：(s) 代表固体，(l) 代表液体，(g) 代表气体，(aq) 代表水溶液中。按照实际情况，各物质前的计量数可以不为整数。不需要标明反应条件和符号。
3. 在配平完的方程式后根据事实写上“{\displaystyle \bigtriangleup H=Q}”，其中{\displaystyle Q}代表放出或吸收的热量（焓变）。放热反应，{\displaystyle Q<0}；吸热反应，{\displaystyle Q>0}。

### 反应条件和反应现象

#### 反应条件
- {\displaystyle \triangle }代表加熱(部分對温度要求嚴格温度需注明反應温度)。例如：

{\displaystyle \mathrm {2Cu} +\mathrm {O_{2}} \;{\xrightarrow {\triangle }}\;\mathrm {2CuO} }
- 某物質名稱代表此物質為催化劑。例如：

{\displaystyle \mathrm {2H_{2}O_{2}} \;{\xrightarrow {\mathrm {MnO_{2}} }}\;\mathrm {O_{2}\uparrow } +\mathrm {2H_{2}O} }
書寫單向化學反應方程式時，反應條件標示於箭頭上方。
其他反應條件（如通電、光照）均以文字標明。

#### 反应现象
- {\displaystyle \uparrow }代表此生成物為氣體，前置條件要反應物中無氣體。例如：

- {\displaystyle \downarrow }代表此生成物有沉淀，前置條件要反应物中無固体。例如：

{\displaystyle \mathrm {Ca(OH)_{2}} +\mathrm {CO_{2}} \longrightarrow \mathrm {CaCO_{3}\downarrow } +\mathrm {H_{2}O} }
关于沉淀，请参看溶解度表。
新加坡对气体与沉淀符号无要求。

## 平衡方程式
将一个未加化学计量数的方程补充化学计量数，使其符合物质、电荷守恒的过程，称作化学反应方程式的“配平”（balancing）；而平衡方程式，是除了已在各個分子式前加上正整数係數的化學方程式本身，还在{\displaystyle \longrightarrow }上標明反應條件及標明氣體、沉澱等符號。平衡後的化學方程式必定要符合質量守恆定律。

### 平衡的方法
平衡化学方程式方法有很多，为了配平能够更加快捷简单，有很多方法可以参照借鉴。下面着重介绍几种常用的“配平方法”。
- 注意：有一些方程式是自然就是配平的，比如{\displaystyle \mathrm {CO_{2}} +\mathrm {Ca(OH)_{2}} \;\longrightarrow \;\mathrm {CaCO_{3}\downarrow } +\mathrm {H_{2}O} }
- 最小公倍数法（奇偶法）：

例如在配平{\displaystyle \mathrm {P} +\mathrm {O_{2}} \;\longrightarrow \;\mathrm {P_{2}O_{5}} }时，观察右边的氧原子数为5，而式子左边氧原子数为2，而5和2的最小公倍数为10，
因此在左边的{\displaystyle {\ce {O2}}} 前面配上5，在 {\displaystyle {\ce {P2O5}}} 前面配上2。由于式子左边的磷原子数为1，而右边的磷原子个数是4，
因此在P前面配上4。至此配平。（{\displaystyle \mathrm {4P} +\mathrm {5O_{2}} =\mathrm {2P_{2}O_{5}} }）
- 1+x法：当有机化合物和氧气反应（通常生成水和二氧化碳）时，推荐用这种方法。

比如 {\displaystyle \mathrm {C_{2}H_{5}OH} +\mathrm {O_{2}} \;\longrightarrow \;\mathrm {CO_{2}} +\mathrm {H_{2}O} } ，把 {\displaystyle {\ce {C2H5OH}}} 的系数固定为1，观察式子：
式子右边碳原子有一个，而左边有两个，于是在 {\displaystyle {\ce {CO2}}} 前面配上2；式子右边氢原子有2个，而左边有6个，于是在 {\displaystyle {\ce {H2O}}} 前面配上3。
最后观察氧原子数，右边一共已经有7个，左边只有1个，于是在单质 {\displaystyle {\ce {O2}}} 前面配上3。至此配平。
（{\displaystyle \mathrm {C_{2}H_{5}OH} +\mathrm {3O_{2}} =\mathrm {2CO_{2}} +\mathrm {3H_{2}O} }）
- 观察思考法：

比如配平碳还原氧化铁 {\displaystyle \mathrm {C} +\mathrm {Fe_{2}O_{3}} \;\longrightarrow \;\mathrm {CO_{2}\uparrow } +\mathrm {Fe} } 时，观察是平均每个碳从氧化铁中夺取两个氧原子生成 {\displaystyle {\ce {CO2}}} ，
{\displaystyle {\ce {Fe2O3}}}中氧原子数是奇数，因此配上2，{\displaystyle {\ce {2Fe2O3}}} 中一共有6个氧原子，需要3个碳来夺取，于是在C上配上3，自然后面的{\displaystyle {\ce {CO2}}} 也要配上3；
剩下的式子便很好配平了。（{\displaystyle \mathrm {3C} +\mathrm {2Fe_{2}O_{3}} =\mathrm {4Fe} +\mathrm {3CO_{2}\uparrow } }）
除了上述方法之外，还有其他的方法配平，比如化合价升降法、单质配分数法、代数法等。配平方程式是非常重要的一步。

#### 範例
以水的电解为例：
{\displaystyle \mathrm {H_{2}O} \;\longrightarrow \;\mathrm {O_{2}} +\mathrm {H_{2}} }
1. 配平係數
{\displaystyle \mathrm {2H_{2}O} \;\longrightarrow \;\mathrm {O_{2}} +\mathrm {2H_{2}} }
2. 寫出氣體（沉澱）符號
{\displaystyle \mathrm {2H_{2}O} \;\longrightarrow \;\mathrm {O_{2}\uparrow } +\mathrm {2H_{2}\uparrow } }
3. 標明反應條件

### 氧化还原反应化学方程式的配平
氧化还原反应，由于其本质是电子的转移或偏向，且方程式使用常规方法配平较为困难，所以利用其电荷守恒的性质，可以更方便地配平。

#### 完全氧化还原反应化学方程式的配平
完全氧化还原反应，指元素完全由一个价态升高或降低到另外一个价态。
以 {\displaystyle {\ce {Fe(OH)2 + H2O + O2 -> Fe(OH)3}}} 为例
{\displaystyle {\overset {+2}{\mathrm {Fe} }}{(}{\overset {-2}{\mathrm {O} }}{\overset {+1}{\mathrm {H} }}{)}_{2}{+}{\overset {+1}{\mathrm {H} }}_{2}{\overset {-2}{\mathrm {O} }}{+}{\overset {0}{\mathrm {O} }}_{2}\longrightarrow {\overset {+3}{\mathrm {Fe} }}{(}{\overset {-2}{\mathrm {O} }}{\overset {+1}{\mathrm {H} }}{)}_{3}}
1. 标出元素化合价
2. 找到升价和降价的元素（由标出的化合价可以看出，Fe元素和O元素化合价发生改变，Fe元素化合价从+2升至+3价，而O元素从0降到-2价）
3. 计算出升降价元素的得失电子数，并找到他们的最小公倍数，乘上一定的系数时得失电子数相等。由标出的化合价可以看出，Fe元素失去1e-，O元素得到4e-（一个O原子得到2e-），因此Fe(OH)2的系数应是4，O2的系数应是1，才能使得失电子数相等。
{\displaystyle {4}{\overset {+2}{\mathrm {Fe} }}{(}{\overset {-2}{\mathrm {O} }}{\overset {+1}{\mathrm {H} }}{)}_{2}{+}{\overset {+1}{\mathrm {H} }}_{2}{\overset {-2}{\mathrm {O} }}{+1}{\overset {0}{\mathrm {O} }}_{2}\longrightarrow {\overset {+3}{\mathrm {Fe} }}{(}{\overset {-2}{\mathrm {O} }}{\overset {+1}{\mathrm {H} }}{)}_{3}}
4. 通过观察法配平整个方程式。
{\displaystyle {4}{\overset {+2}{\mathrm {Fe} }}{(}{\overset {-2}{\mathrm {O} }}{\overset {+1}{\mathrm {H} }}{)}_{2}{+2}{\overset {+1}{\mathrm {H} }}_{2}{\overset {-2}{\mathrm {O} }}{+}{\overset {0}{\mathrm {O} }}_{2}\ \longrightarrow {4}{\overset {+3}{\mathrm {Fe} }}{(}{\overset {-2}{\mathrm {O} }}{\overset {+1}{\mathrm {H} }}{)}_{3}}

#### 不完全氧化还原反应化学方程式的配平
不完全氧化还原反应，指在反应中一种元素的化合价没有完全变化成另外一种化合价但是与反应物有发生氧化反应。
以{\displaystyle {\ce {Zn + HNO3 -> Zn(NO3)2 + NH4NO3 + H2O}}} 为例
{\displaystyle {\overset {\mathrm {0} }{\mathrm {Zn} }}{\mathrm {+} }{\overset {+1}{\mathrm {H} }}{\overset {+5}{\mathrm {N} }}{\overset {-2}{\mathrm {O} }}_{3}\longrightarrow {\overset {+2}{\mathrm {Zn} }}{\mathrm {(} }{\overset {+5}{\mathrm {N} }}{\overset {-2}{\mathrm {O} }}_{3}{\mathrm {)} }_{2}{\mathrm {+} }{\overset {-3}{\mathrm {N} }}{\overset {+1}{\mathrm {H} }}_{4}{\overset {+5}{\mathrm {N} }}{\overset {-2}{\mathrm {O} }}_{3}{\mathrm {+} }{\overset {+1}{\mathrm {H} }}_{2}{\overset {-2}{\mathrm {O} }}}
1. 标出元素化合价（同上，略）
2. 找到升价和降价的元素（同上，略）
3. 计算出升降价元素的得失电子数，（这时，就要找出变价的原子所在的化合物）并找到他们的最小公倍数，乘上一定的系数时得失电子数相等。（由标出的化合价可以看出，一个N原子从+5价降到-3价，得到8e-，{\displaystyle {\ce {Zn}}}原子从0价上升到+2价，失2e-。故{\displaystyle {\ce {NH4NO3}}}的系数为1，{\displaystyle {\ce {Zn}}}的系数为4）
{\displaystyle {\mathrm {4} }{\overset {\mathrm {0} }{\mathrm {Zn} }}{\mathrm {+} }{\overset {+1}{\mathrm {H} }}{\overset {+5}{\mathrm {N} }}{\overset {-2}{\mathrm {O} }}_{3}\longrightarrow {\overset {+2}{\mathrm {Zn} }}{\mathrm {(} }{\overset {+5}{\mathrm {N} }}{\overset {-2}{\mathrm {O} }}_{3}{\mathrm {)} }_{2}{+1}{\overset {-3}{\mathrm {N} }}{\overset {+1}{\mathrm {H} }}_{4}{\overset {+5}{\mathrm {N} }}{\overset {-2}{\mathrm {O} }}_{3}{\mathrm {+} }{\overset {+1}{\mathrm {H} }}_{2}{\overset {-2}{\mathrm {O} }}}
4. 通过观察法配平整个方程式。
{\displaystyle {\mathrm {4} }{\overset {\mathrm {0} }{\mathrm {Zn} }}{+10}{\overset {+1}{\mathrm {H} }}{\overset {+5}{\mathrm {N} }}{\overset {-2}{\mathrm {O} }}_{3}\longrightarrow 4{\overset {+2}{\mathrm {Zn} }}{\mathrm {(} }{\overset {+5}{\mathrm {N} }}{\overset {-2}{\mathrm {O} }}_{3}{\mathrm {)} }_{2}{\mathrm {+} }{\overset {-3}{\mathrm {N} }}{\overset {+1}{\mathrm {H} }}_{4}{\overset {+5}{\mathrm {N} }}{\overset {-2}{\mathrm {O} }}_{3}{+3}{\overset {+1}{\mathrm {H} }}_{2}{\overset {-2}{\mathrm {O} }}}
（此处观察时，可得{\displaystyle {\ce {Zn(NO3)2}}}系数是4，再观察可知{\displaystyle {\ce {H2O}}}系数是3）